# Campeonato Mundial de Remo de 1998
El XXVIII Campeonato Mundial de Remo se celebró en Colonia (Alemania) entre el 8 y el 13 de septiembre de 1998 bajo la organización de la Federación Internacional de Sociedades de Remo (FISA) y la Federación Alemana de Remo.
Las competiciones se realizaron en el canal de remo del lago Fühlinger, ubicado al norte de la ciudad alemana.

## Medallistas

### Masculino
| Evento                         | Oro | Plata | Bronce |
| ------------------------------ | --- | --- | --- |
| Scull individual M1X           | Robert Waddell Nueva Zelanda | Xeno Müller · Suiza · | Václav Chalupa · República Checa · |
| Doble scull M2X                | Stephan Volkert · Andreas Hajek · Alemania · | Steffen Størseth · Kjetil Undset · Noruega · | Adam Korol · Marek Kolbowicz · Polonia · |
| Cuatro scull M4X               | Alessio Sartori · Rossano Galtarossa · Agostino Abbagnale · Alessandro Corona · Italia ·                                                                                        | Stefan Roehnert · Marcel Hacker · Sebastian Mayer · Marco Geisler · Alemania ·                                                                        | Andreas Nader · Raphael Hartl · Horst Nußbaumer · Norbert Lambing · Austria · |
| Dos sin timonel M2-            | Robert Sens · Detlef Kirchhoff · Alemania · | Drew Ginn Michael McKay Australia | Nikola Stojić Đorđe Višacki Yugoslavia |
| Dos con timonel M2+            | Nicholas Green James Tomkins Brett Hayman (t) Australia | Gioacchino Cascone · Rosario Gioia · Gianluca Barattolo (t) · Italia ·                                                                                | Kurt Borcherding Philip Henry Nicholas Anderson (t) Estados Unidos |
| Cuatro sin timonel M4-         | James Cracknell Steve Redgrave Timothy Foster Matthew Pinsent Reino Unido | Anthony Perrot François Meurillon Daniel Fauché Gilles Bosquet Francia                                                                                | Riccardo Dei Rossi · Carlo Mornati · Valter Molea · Lorenzo Carboncini · Italia ·                                                                                                |
| Cuatro con timonel M4+         | Nicholas Green Michael McKay Drew Ginn James Tomkins Brett Hayman (t) Australia                                                                                                 | Denis Boban · Igor Boraska · Siniša Skelin · Tihomir Franković · Ratko Cvitanić (t) · Croacia ·                                                       | Pasquale Panzarino · Marco Bizzozero · Giuseppe Musumeci · Dario Lari · Daniele Sorice (t) · Italia ·                                                                            |
| Ocho con timonel M8+           | Christian Ahrens Porter Collins Robert Kaehler Jeffrey Klepacki Garrett Miller Bryan Volpenhein Thomas Welsh Michael Wherley Peter Cipollone (t) Estados Unidos                 | Jörg Dießner · Stefan Forster · Stefan Heinze · Kai Horl · Thomas Jung · Ike Landvoigt · Enrico Schnabel · Marc Weber · Peter Thiede (t) · Alemania · | Dorin Alupei · Andrei Bănică · Cornel Nemțoc · Gheorghe Pîrvan · Nicolae Țaga · Viorel Talapan · Valentin Robu · Florian Tudor · Dumitru Răducanu (t) · Rumania ·                |
| Scull individual ligero LM1X   | Stefano Basalini · Italia · | Michal Vabroušek · República Checa · | Karsten Nielsen Dinamarca |
| Doble scull ligero LM2X        | Tomasz Kucharski · Robert Sycz · Polonia · | Michelangelo Crispi · Leonardo Pettinari · Italia ·                                                                                                   | Markus Gier · Michael Gier · Suiza · |
| Cuatro scull ligero LM4X       | Franco Sancassani · Lorenzo Bertini · Elia Luini · Paolo Pittino · Italia · | Alexander Lutz · Markus Baumann · Franz Mayer · Christian von Gyldenfeldt · Alemania ·                                                                | Conal Groom Ransom Weaver Cooper Wessels Sean Groom Estados Unidos |
| Dos sin timonel ligero LM2-    | Vincent Montabonel Jean-Christophe Bette Francia | Catello Amarante · Carlo Gaddi · Italia · | Miguel Cerda · Christian Yantani · Chile · |
| Cuatro sin timonel ligero LM4- | Thomas Ebert Thomas Poulsen Eskild Ebbesen Victor Feddersen Dinamarca | Laurent Porchier Yves Hocdé Frédéric Pinon Xavier Dorfman Francia                                                                                     | Robert Richards Simon Burgess Darren Balmforth Anthony Edwards Australia |
| Ocho con timonel ligero LM8+   | Matthias Edeler · Oliver Ibielski · Andreas Laib · Stefan Locher · Daniel Rosenberger · Bernhard Stomporowski · Manuel Strauch · Vladimir Vukelic · Olaf Kaska (t) · Alemania · | Michael Altman William Carlucci John Cashman Eric Gillett Sean Kammann William Plifka Martin Schwartz Andrea Trento Sean Mulligan (t) Estados Unidos  | Antonello Aliberti · Carlo Artico · Filippo Dodero · Daniele Gilardoni · Andrea Lupini · Giuseppe Manzo · Salvatore Messina · Massimo Guglielmi · Antonio Cirillo (t) · Italia · |

### Femenino
| Evento                       | Oro | Plata | Bronce |
| ---------------------------- | --- | --- | --- |
| Scull individual W1X         | Irina Fedotova · Rusia · | Katrin Rutschow · Alemania · | Maria Brandin · Suecia · |
| Doble scull W2X              | Miriam Batten Gillian Lindsay Reino Unido | Eeke van Nes · Pieta van Dishoeck · Países Bajos ·                                                                                         | Ioana Olteanu · Doina Ignat · Rumania · |
| Cuatro scull W4X             | Kathrin Boron · Manuela Lutze · Christiane Will · Jana Thieme · Alemania · | Inna Moiseyeva · Yuliya Levina · Oxana Dorodnova · Larisa Merk · Rusia ·                                                                   | Marina Hatzakis Sally Newmarch Bronwyn Roye Jane Robinson Australia |
| Dos sin timonel W2-          | Emma Robinson · Alison Korn · Canadá · | Dorothy Blackie Catherine Bishop Reino Unido                                                                                               | Linda Miller Amy Martin Estados Unidos |
| Cuatro sin timonel W4-       | Yevheniya Andrieyeva · Nina Proskura · Tetiana Savchenko · Tatiana Fesenko · Ucrania ·                                                                                            | Marnie McBean · Laryssa Biesenthal · Kubet Weston · Buffy-Lynne Alexander · Canadá ·                                                       | Nelleke Penninx · Tessa Appeldoorn · Carin ter Beek · Christine Vink · Países Bajos ·                                                                                             |
| Ocho con timonel W8+         | Angela Cazac · Veronica Cochela · Georgeta Damian · Maria Magdalena Dumitrache · Liliana Gafencu · Doina Ignat · Ioana Olteanu · Viorica Susanu · Elena Georgescu (t) · Rumania · | Jennifer Dore Torrey Folk Amy Fuller Sarah Jones Katherine Maloney Lianne Nelson Sally Scovel Wendy Wilbur Rajanya Shah (t) Estados Unidos | Buffy-Lynne Alexander · Laryssa Biesenthal · Heather Davis · Alison Korn · Marnie McBean · Emma Robinson · Dorota Urbaniak · Kubet Weston · Lesley Thompson-Willie (t) · Canadá · |
| Scull individual ligero LW1X | Pia Vogel · Suiza · | Bénédicte Luzuy Francia | María Julia Garisoain Argentina |
| Doble scull ligero LW2X      | Christine Collins Sarah Garner Estados Unidos | Karin Stephan · Claudia Blasberg · Alemania ·                                                                                              | Angela Tamaș · Camelia Macoviciuc · Rumania · |
| Cuatro scull ligero LW4X     | Valerie Viehoff · Anna Kleinz · Nicole Faust · Christine Morawitz · Alemania · | Lisa Schlenker Terry Paige Cassandra Cunningham Sara den Besten Estados Unidos                                                             | Irini Zora · Jrysa Biskitzí · Anyelikí Gremu · Evanyelía Kokkinu · Grecia · |
| Dos sin timonel ligero LW2-  | Juliet Machan Jo Nitsch Reino Unido | Elina Urbano Patricia Conte Argentina | Linda Muri Michelle Borkhuis Estados Unidos |

## Medallero
| Núm. | País            | Oro | Plata | Bronce | Total |
| ---- | --------------- | --- | ----- | ------ | ----- |
| 1    | Alemania        | 5   | 5     | 0      | 10    |
| 2    | Italia          | 3   | 3     | 3      | 9     |
| 3    | Reino Unido     | 3   | 1     | 0      | 4     |
| 4    | Estados Unidos  | 2   | 3     | 4      | 9     |
| 5    | Australia       | 2   | 1     | 2      | 5     |
| 6    | Francia         | 1   | 3     | 0      | 4     |
| 7    | Canadá          | 1   | 1     | 1      | 3     |
| 7    | Suiza           | 1   | 1     | 1      | 3     |
| 9    | Rusia           | 1   | 1     | 0      | 2     |
| 10   | Rumania         | 1   | 0     | 3      | 4     |
| 11   | Dinamarca       | 1   | 0     | 1      | 2     |
| 11   | Polonia         | 1   | 0     | 1      | 2     |
| 13   | Nueva Zelanda   | 1   | 0     | 0      | 1     |
| 13   | Ucrania         | 1   | 0     | 0      | 1     |
| 15   | Argentina       | 0   | 1     | 1      | 2     |
| 15   | Países Bajos    | 0   | 1     | 1      | 2     |
| 15   | República Checa | 0   | 1     | 1      | 2     |
| 18   | Croacia         | 0   | 1     | 0      | 1     |
| 18   | Noruega         | 0   | 1     | 0      | 1     |
| 20   | Austria         | 0   | 0     | 1      | 1     |
| 20   | Chile           | 0   | 0     | 1      | 1     |
| 20   | Grecia          | 0   | 0     | 1      | 1     |
| 20   | Suecia          | 0   | 0     | 1      | 1     |
| 20   | Yugoslavia      | 0   | 0     | 1      | 1     |
|      | TOTAL           | 24  | 24    | 24     | 72    |